# Maurice Zimmermann
Pour les articles homonymes, voir Zimmermann.
Maurice Zimmermann est un géographe français né le 4 mars 1869 à Marange-Zondrange et mort le 1er juin 1950 à Lyon.

## Biographie
Entré à l'École normale supérieure en 1891, il est reçu premier à l'agrégation d'histoire-géographie en 1894.
Il fait ensuite toute sa carrière à l'université de Lyon, y enseignant la géographie coloniale à la chambre de commerce de Lyon à partir de 1899 et ce pendant 50 ans de 1899 à 1947. Il est l'auteur d'un journal intime tant sur sa vie à Lyon, abordant la vie politique locale que les deux guerres mondiales, sur ses voyages, notamment dans les colonies mais aussi dans les pays du nord, voyages dont il s'est servi pour écrire ses volumes de la Géographie universelle.
Il est également connu pour avoir tenu pendant 28 ans la chronique des Annales de Géographie.

## Principales publications
- Paul Vidal de La Blache et Lucien Gallois (dir.), Géographie universelle 10. Régions polaires australes, Paris, Hachette, 1930, 368 p.
- Paul Vidal de La Blache et Lucien Gallois (dir.), Géographie universelle 3. Etats scandinaves. Régions polaires boréales, Paris, Hachette, 1933, 328 p.